# بشرة (شعر)

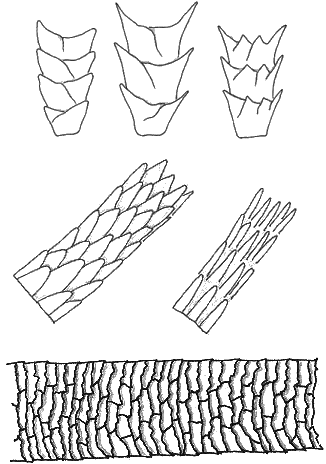
بشرة شعر

بشرة الشعر هي الجزء الأبعد من جذع الشعرة. يتكون من خلايا ميتة متداخلة في طبقات، والتي تشكل قشور تقوي وتحمي جذع الشعرة. وبما أنّ البشرة هي الطبقة الأبعد، فهي ليست مسؤولة عن لون الشعر. الميلانين هو الصبغة التي تعطي الشعر لونه وتوجد في القشرة.